# Эрса
Эрса (фр. Ersa, корс. Ersa) — коммуна во Франции, находится в регионе Корсика. Департамент коммуны — Верхняя Корсика. Входит в состав кантона Кап-Корс. Округ коммуны — Бастия.
Код INSEE коммуны — 2B107.

## Население
Население коммуны на 2008 год составляло 150 человек.
| 1962 | 1968 | 1975 | 1982 | 1990 | 1999 | 2008 |
| ---- | ---- | ---- | ---- | ---- | ---- | ---- |
| 226  | 236  | 148  | 113  | 125  | 132  | 150  |

## Экономика
В 2007 году среди 87 человек в трудоспособном возрасте (15—64 лет) 57 были экономически активными, 30 — неактивными (показатель активности — 65,5 %, в 1999 году было 48,8 %). Из 57 активных работали 49 человек (26 мужчин и 23 женщины), безработных было 8 (7 мужчин и 1 женщина). Среди 30 неактивных 2 человека были учениками или студентами, 16 — пенсионерами, 12 были неактивными по другим причинам.

## Фотогалерея

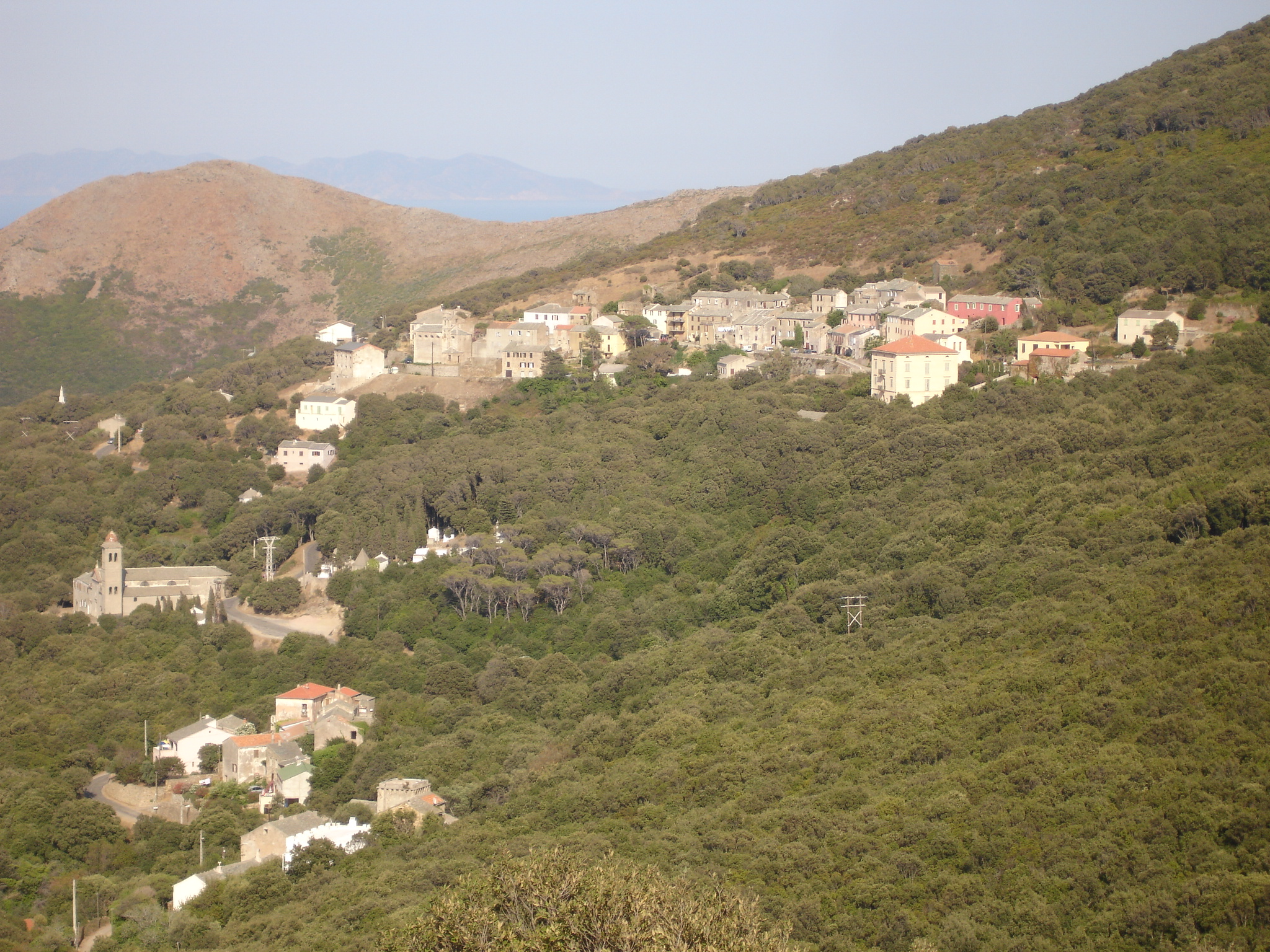
Ботичелла, часть коммуны Эрса
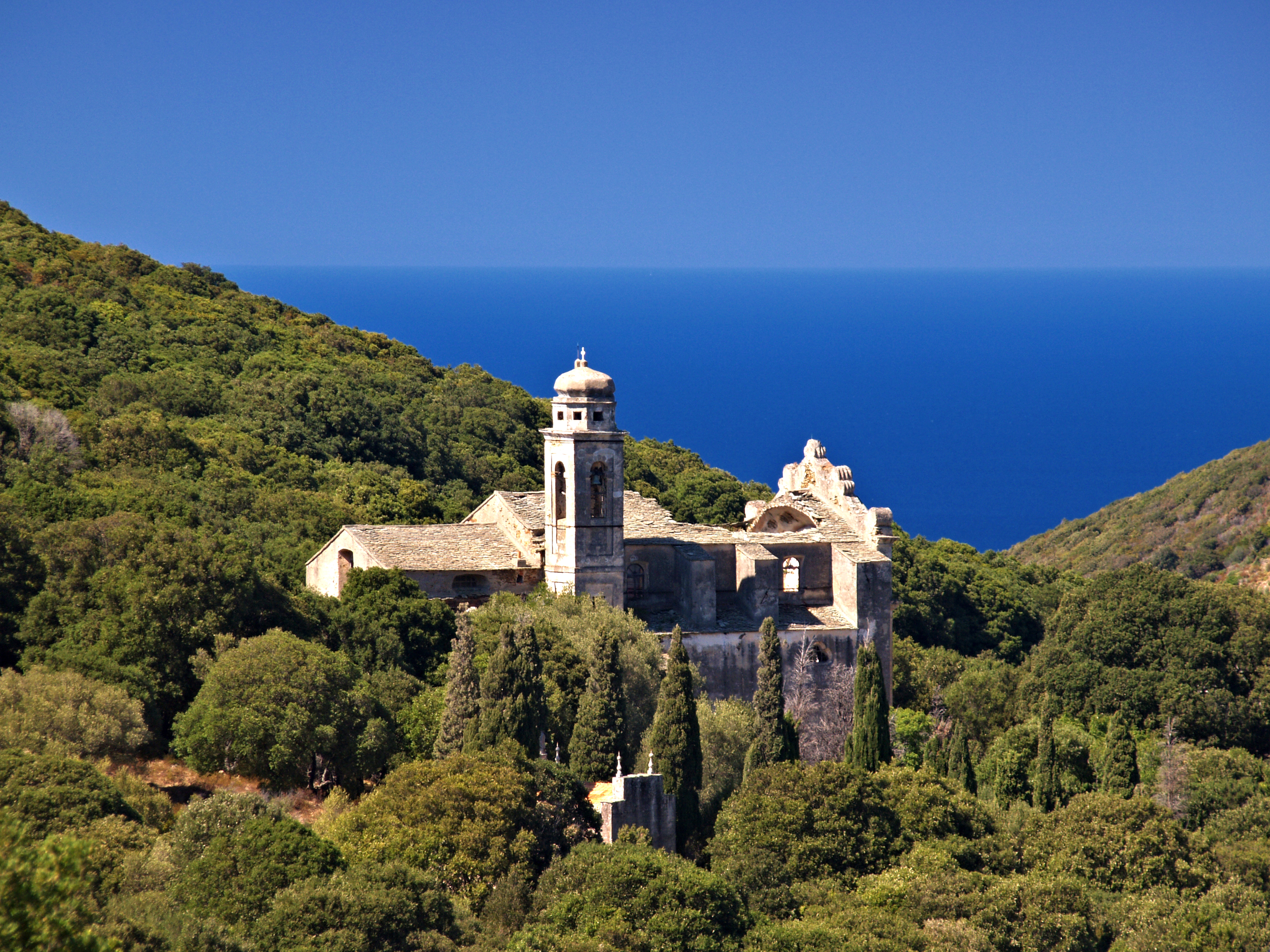
Церковь Сант’Андреа
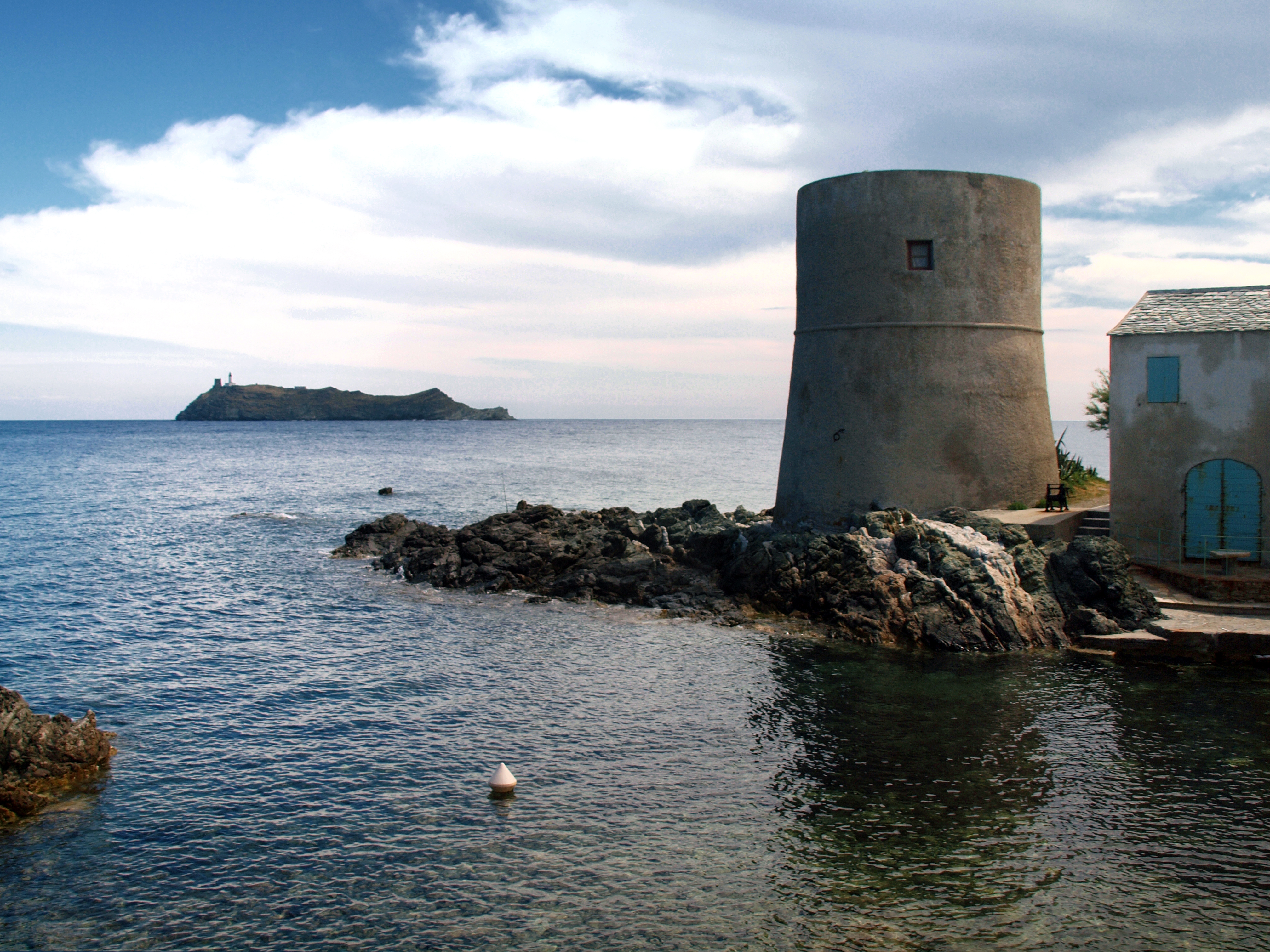
Генуэзская башня Толларе
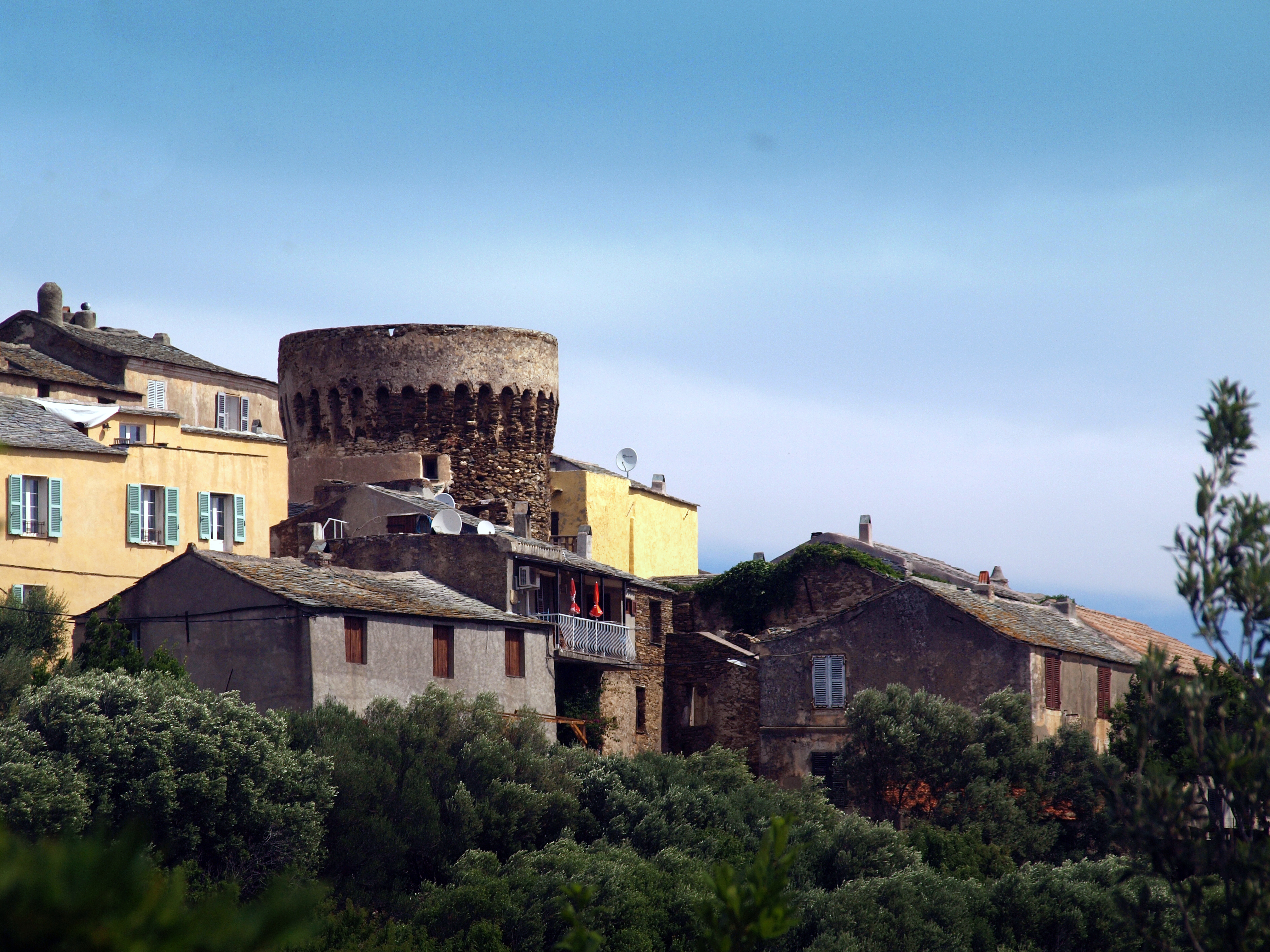
Генуэзская башня Поджо